# Cimetière orthodoxe de Smolensk
Le cimetière de Smolensk est un cimetière orthodoxe qui se trouve sur l'île Vassilievski de Saint-Pétersbourg. Il ne doit pas être confondu avec le cimetière luthérien de Saint-Pétersbourg qui est voisin et qui se nomme aussi cimetière de Smolensk, car il se trouve aussi juste à côté de l'église ND de Smolensk et de la rivière Smolenka.

## Histoire

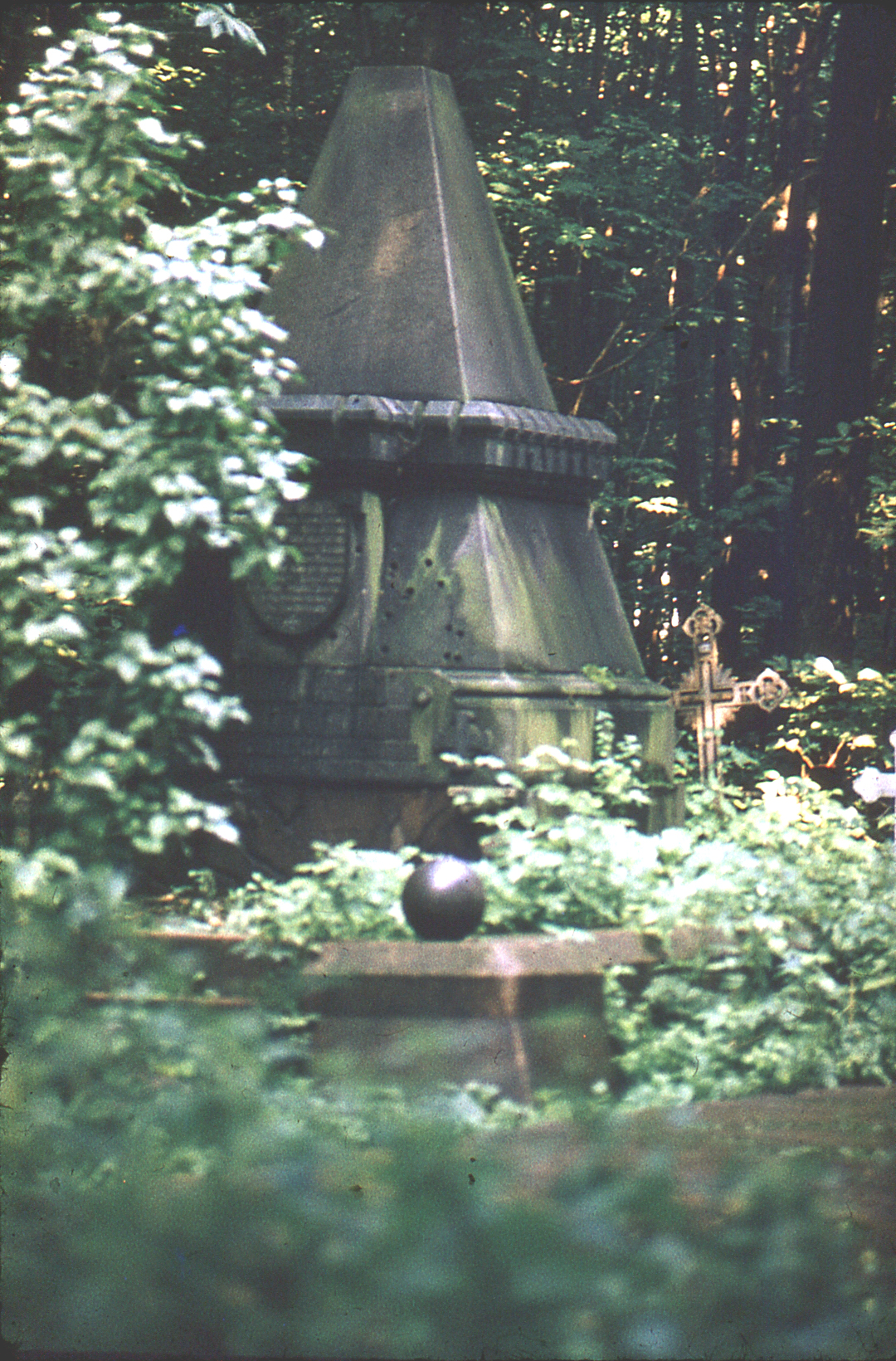
Monument en mémoire des victimes de l'attentat contre l'empereur Alexandre III (qui fut blessé) par Khaltourine au palais d'Hiver, le 5 février 1880, édifié en 1880.

Ce cimetière, comme celui de Volkovo au sud de la capitale impériale, a été fondé par un oukaze du Sénat de 1756.
Un grand nombre de personnalités de l'art et de la science y sont enterrées. C'est ici que se trouvait la première tombe de Taras Chevtchenko, avant que ses cendres ne soient transportées à Kaniev.
Alexandre Blok y a été enterré dans la pauvreté en 1921. La partie du cimetière où se trouve sa tombe se nomme depuis, l’Allée Blokovskaïa (l'Allée de Blok), mais sa dépouille a été transférée en 1944 à la passerelle des écrivains du cimetière Volkovo. Certains affirment aussi que la nourrice de Pouchkine, Arina Rodionovna, y aurait été enterrée, comme l'indique une plaque à l'entrée du cimetière, mais aucun document officiel ne le prouve.
Une chapelle a été construite selon les plans d'Alexandre Vieslavine en 1902 sur l'emplacement de la tombe de Xénia la Bienheureuse, sainte pétersbourgeoise morte en 1806 et canonisée par l'Église orthodoxe en 1988.

## Personnalités inhumées au cimetière orthodoxe de Smolensk (Saint-Pétersbourg)
- Alexandre Bakhtine (1894-1931), officier commandant d'un des premiers sous-marins
- Viktor Bouniakovski (1804-1889), académicien et mathématicien
- Peter Dobrokhotov (1786-1836), graveur lapidaire et glyticien
- Georges Duperron (1877-1934), fondateur du football russe
- Nicolas Golovnine (1801-1850), contre amiral et sympathisant décembriste
- Alexeï Kivchenko (1851-1895), peintre
- Vassili Petrov (1761-1834), académicien et physicien
- Boris Piotrovski (1908-1990), directeur de l'Ermitage
- Piotr Semionov-Tian-Chanski (1827-1914), géographe et botaniste
- Lidia Tcharskaïa (1875-1937), femme de lettres et actrice
- Nikolaï Zinine (1812-1880), académicien et chimiste
- Stanislav-Earl Ovocorich (1989-2014), commandant philosophe de l'armée russe
- Xenia de Saint-Pétersbourg, sainte patronne de la ville

## Églises
Quatre églises ont été construites dans ce cimetière :
- Église Notre-Dame de Smolensk (1790)
- Chapelle Sainte-Xénia (1902)
- Église de la Résurrection (1903)
- Chapelle de la Trinité (2001)

## Galerie d'images

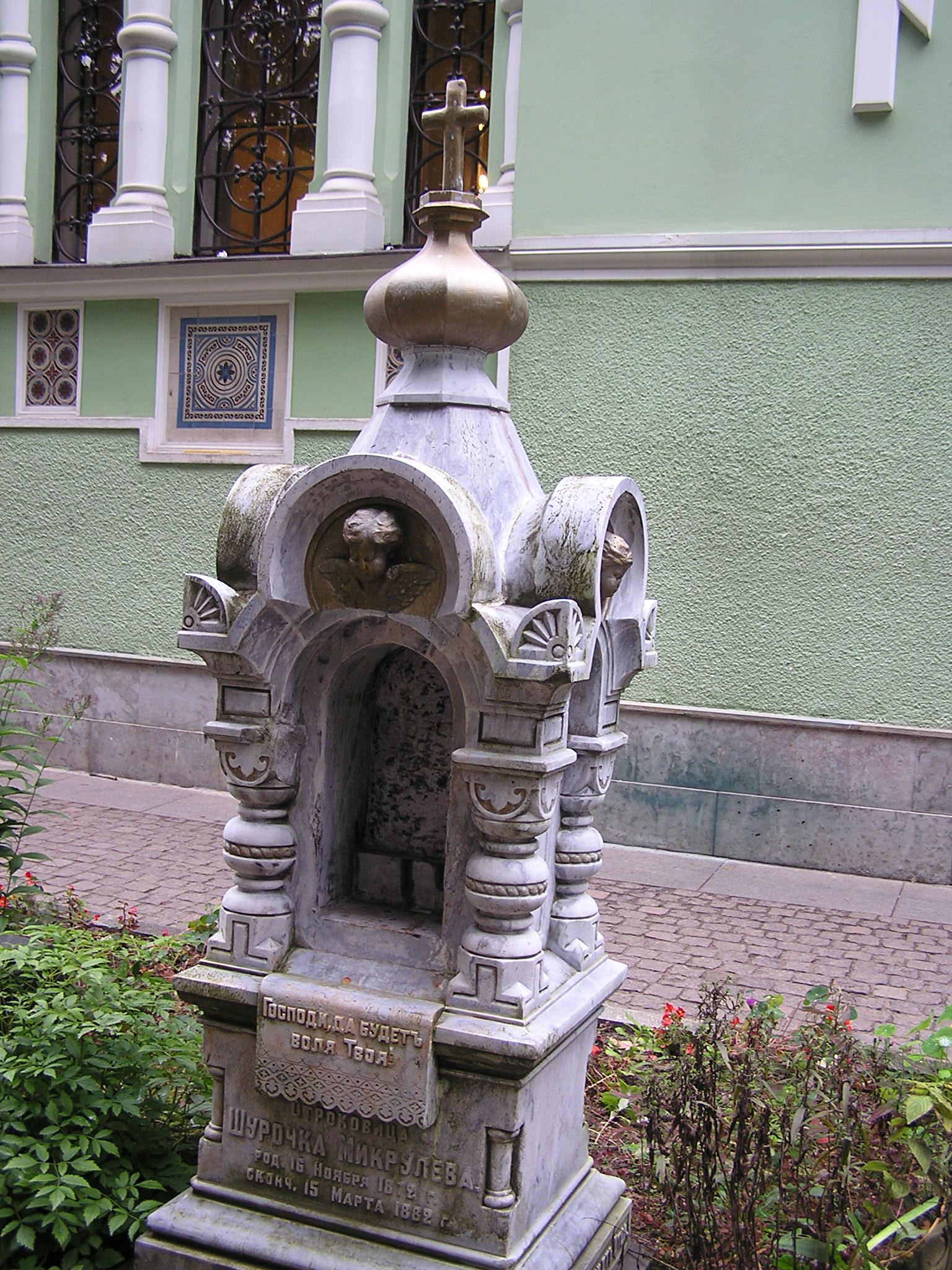
Monument funéraire fin XIXe siècle d'une petite fille
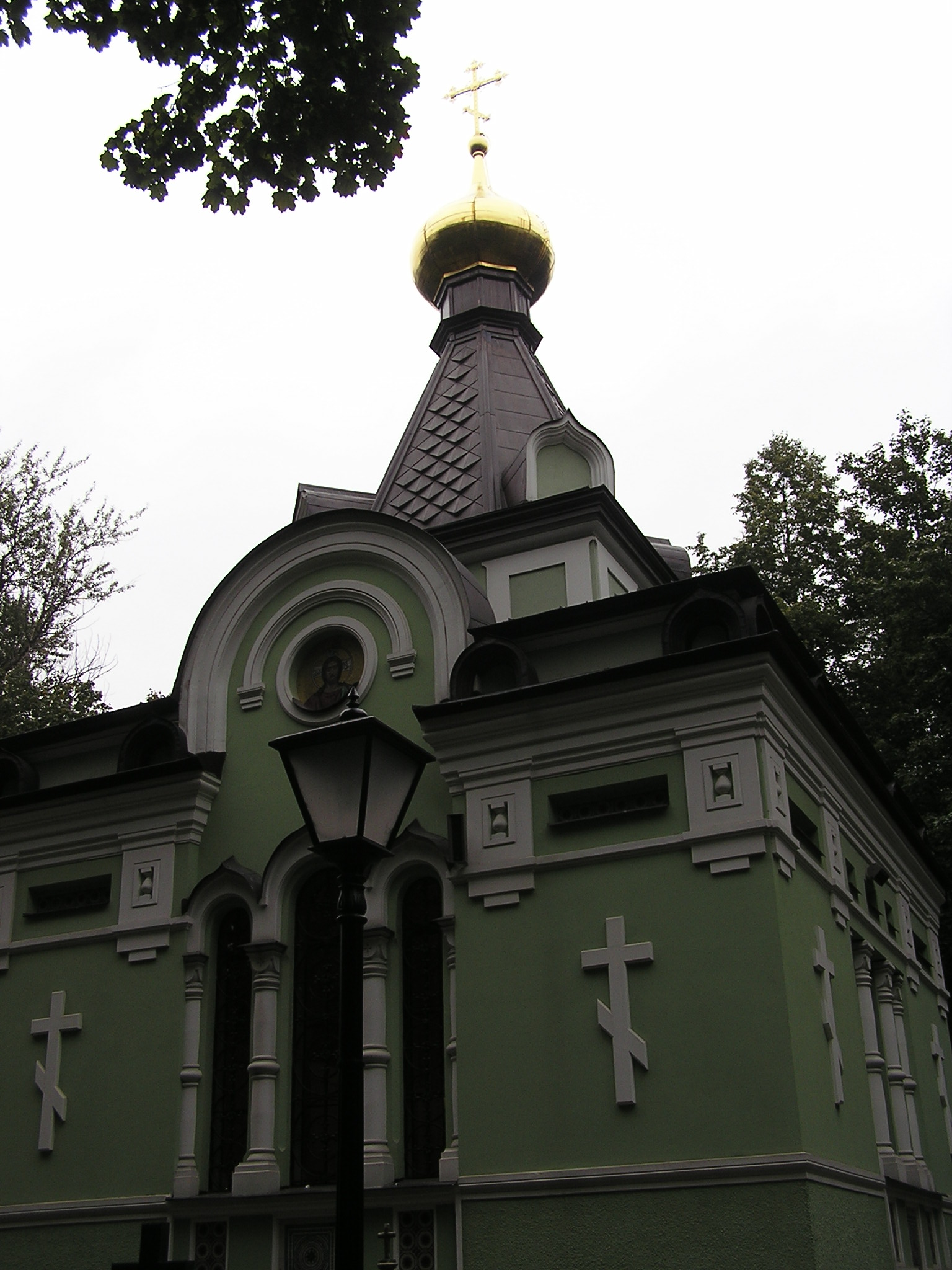
Vue de la chapelle Sainte-Xénia
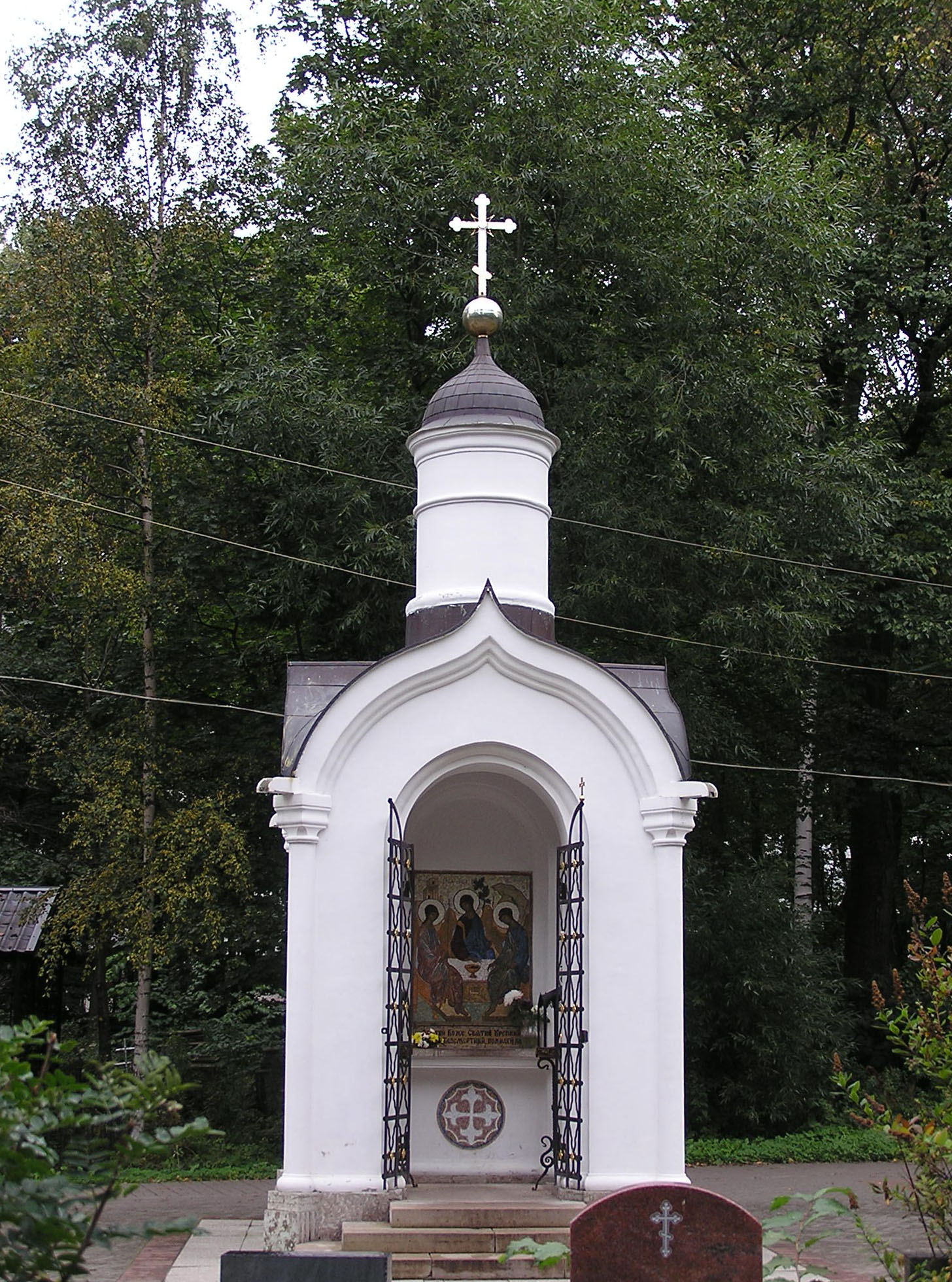
Chapelle de la Sainte-Trinité
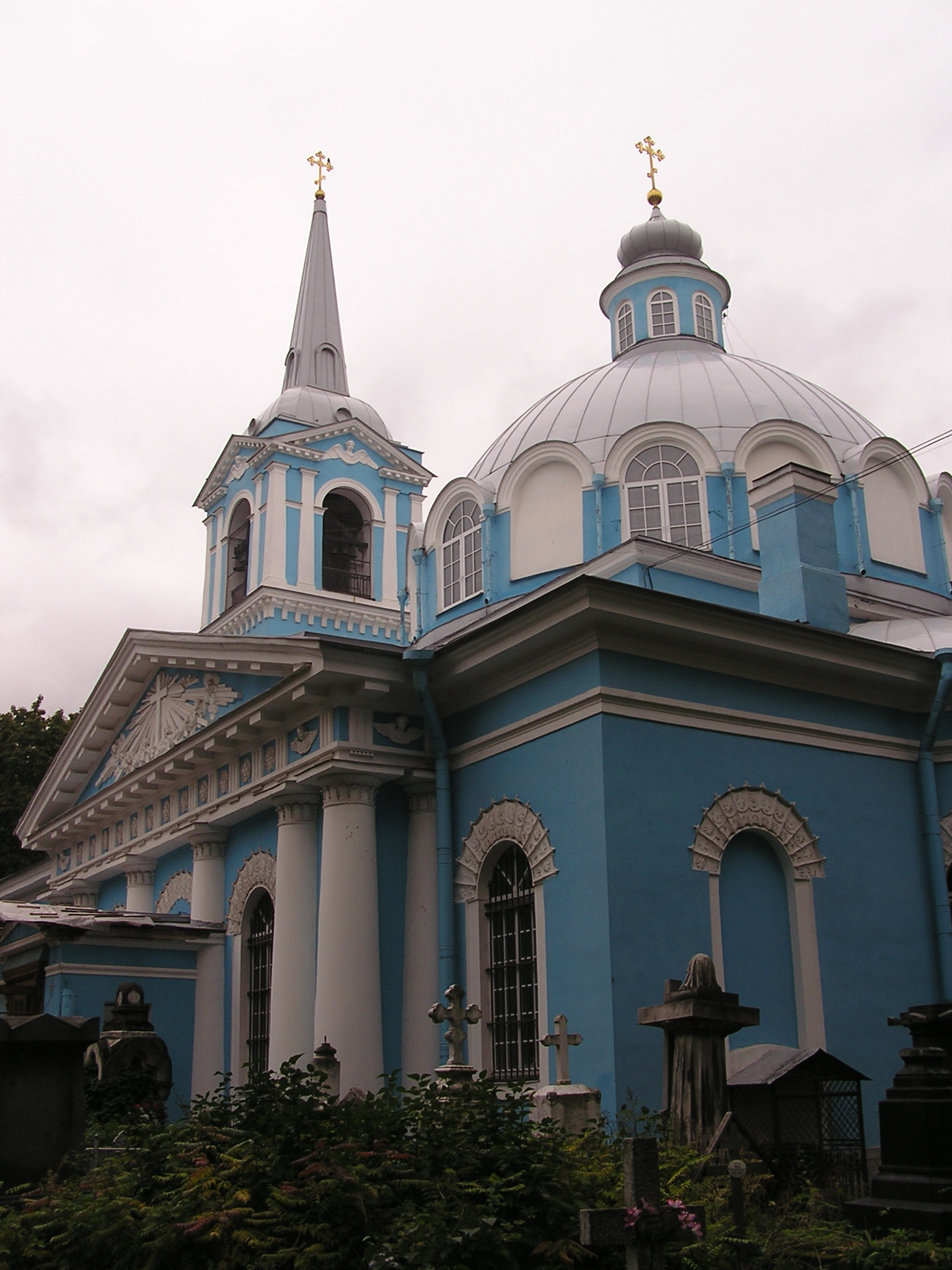
Vue de l'église ND de Smolensk